# 格洛代尼區
格洛代尼區（羅馬尼亞語：Glodeni）是摩爾多瓦西北部的一個區，西鄰羅馬尼亞，面積754.1平方公里，首府格洛代尼。2004年人口60,975人，當中大部分是摩爾多瓦人（76.0％），其次是烏克蘭人（19.5％）、俄羅斯人（2.8％）、保加利亞人（0.1％）和加告茲人（0.1%）。